# Morphologie du chat

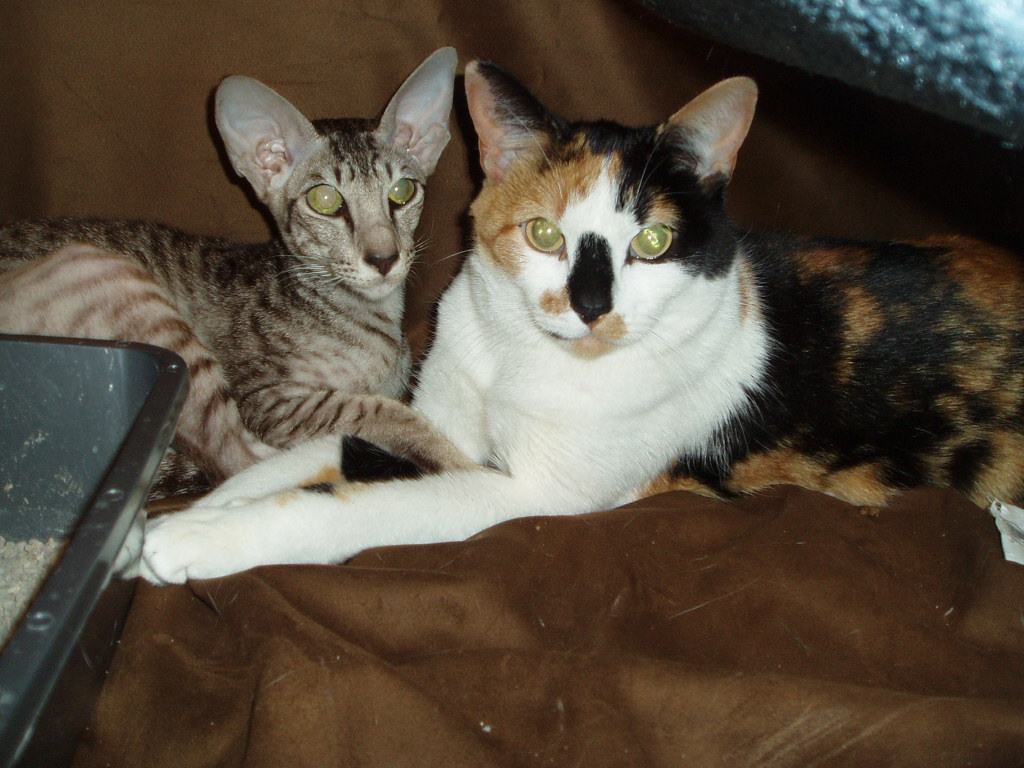
Un manx et un oriental shorthair.

La morphologie du chat est l'un des critères de jugement le plus important lors des expositions félines. En félinotechnie, plusieurs types morphologiques définissent la silhouette du chat, mais il existe également des variations dans la forme du visage et des yeux, le type et la couleur du poil.
La morphologie d'une race de chat évolue au cours des sélections successives et deux races de morphologie complètement différentes peuvent être issues des mêmes chats fondateurs, c'est par exemple le cas du burmese américain et du burmese anglais.

## Corps

### Les trois grands types morphologiques
On distingue trois grands types de morphologie : 
- Le chat bréviligne ou cobby a une petite tête ronde et un corps trapu; les pattes sont courtes et épaisses. Les formes générales sont trapues et massives, l'ossature est forte, les épaules et la croupe larges, la musculature est compacte. Les Membres et la queue sont courts, avec de petits pieds. La tête, plate et large, pourrait s'inscrire dans un rectangle; le front est bombé, le profil est concave et possède un stop bien marqué qui se pose sur un nez court. Ses joues sont aussi pleines que ses yeux sont ronds et écartés. C'est le type du persan[1].
- Le chat médioligne a une tête légèrement arrondie et un corps musclé. Il a des pattes assez longues, les épaules et la croupe sont moyennes.  C'est le type de l'européen[1].
- Le chat longiligne ou oriental a une tête fine et longue en forme de triangle et un corps mince. Les pattes sont longues et fines, les épaules et la croupe étroites. C'est le type du siamois[1].

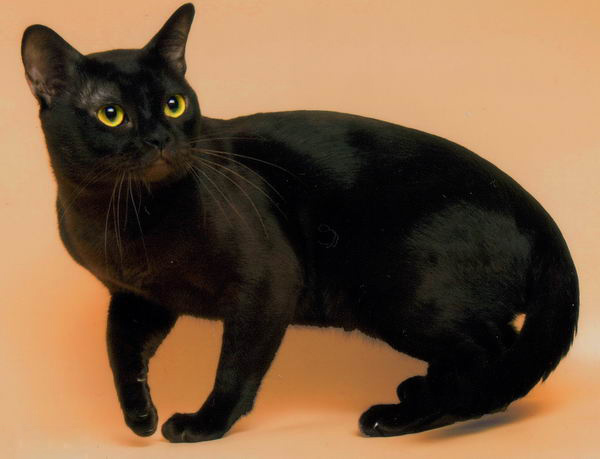
Un burmese américain de type bréviligne
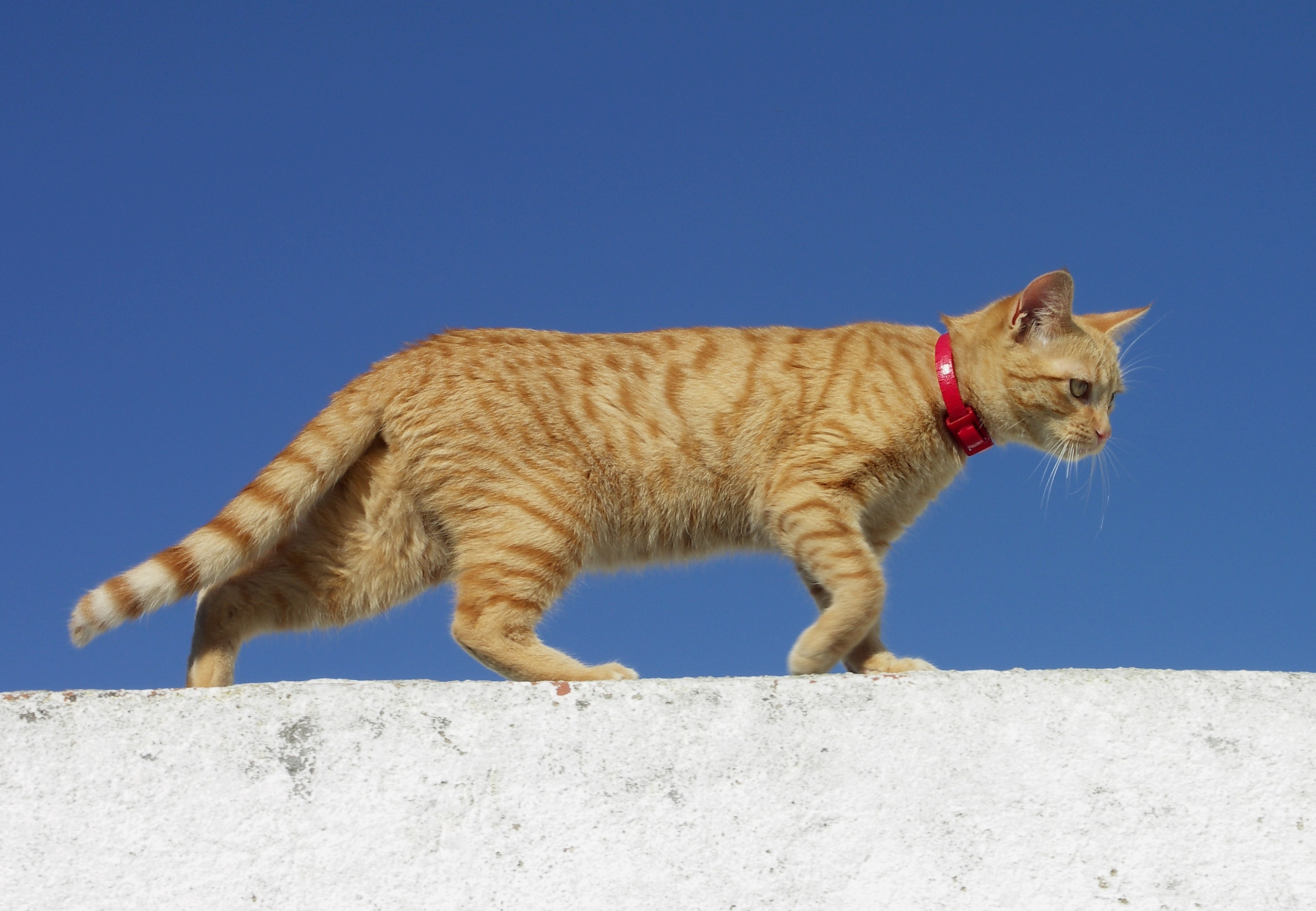
Un chat de gouttière de type médioligne
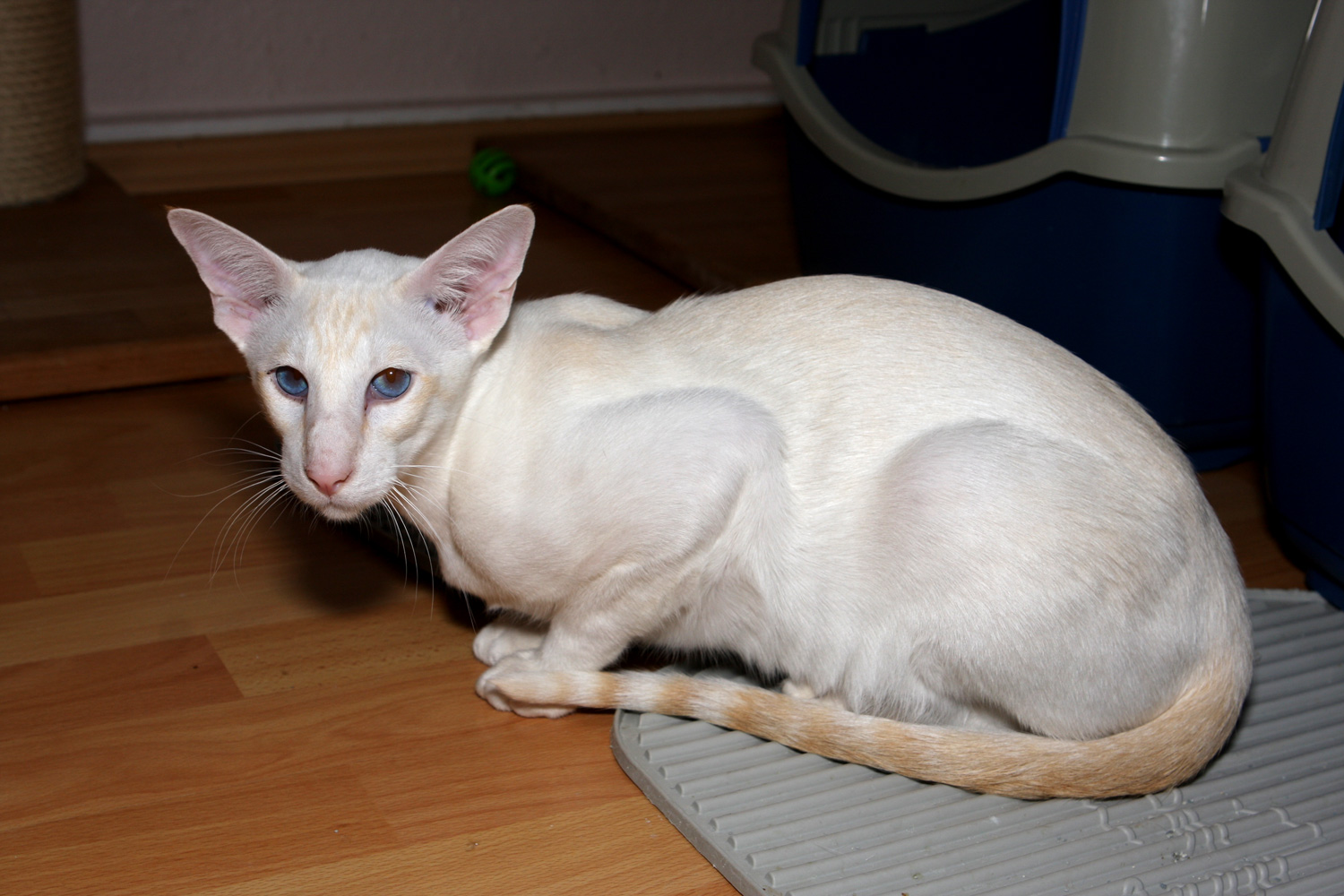
Un siamois de type longiligne

### Les types intermédiaires
Entre les morphologies extrêmes que sont celles du persan, de l'européen et du siamois. Des types intermédiaires ont été créés, considérés comme des divisions du médioligne :
- Le semi-cobby, à mi-chemin entre le bréviligne et le médioligne tel le british shorthair[1].
- Le semi-étranger, fin avec une ossature forte, comme le manx[1].
- L'étranger ou foreign à mi-chemin entre le médioligne et le longiligne, typiquement l'abyssin[1].

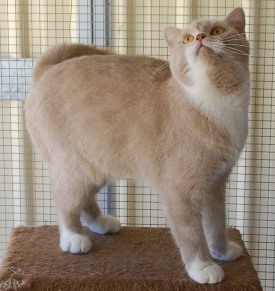
British shorthair médioligne semi-cobby
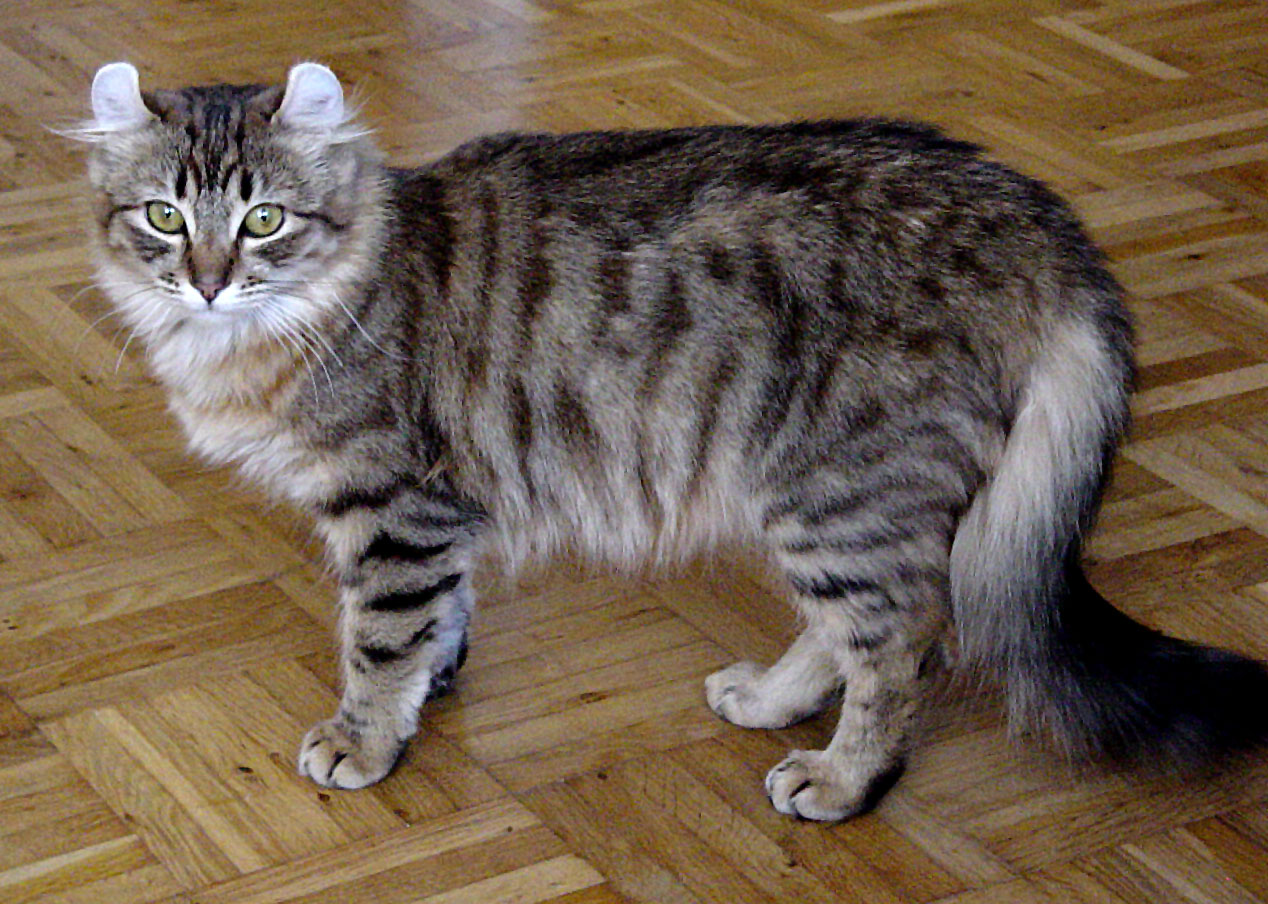
American curl, médioligne semi-étranger
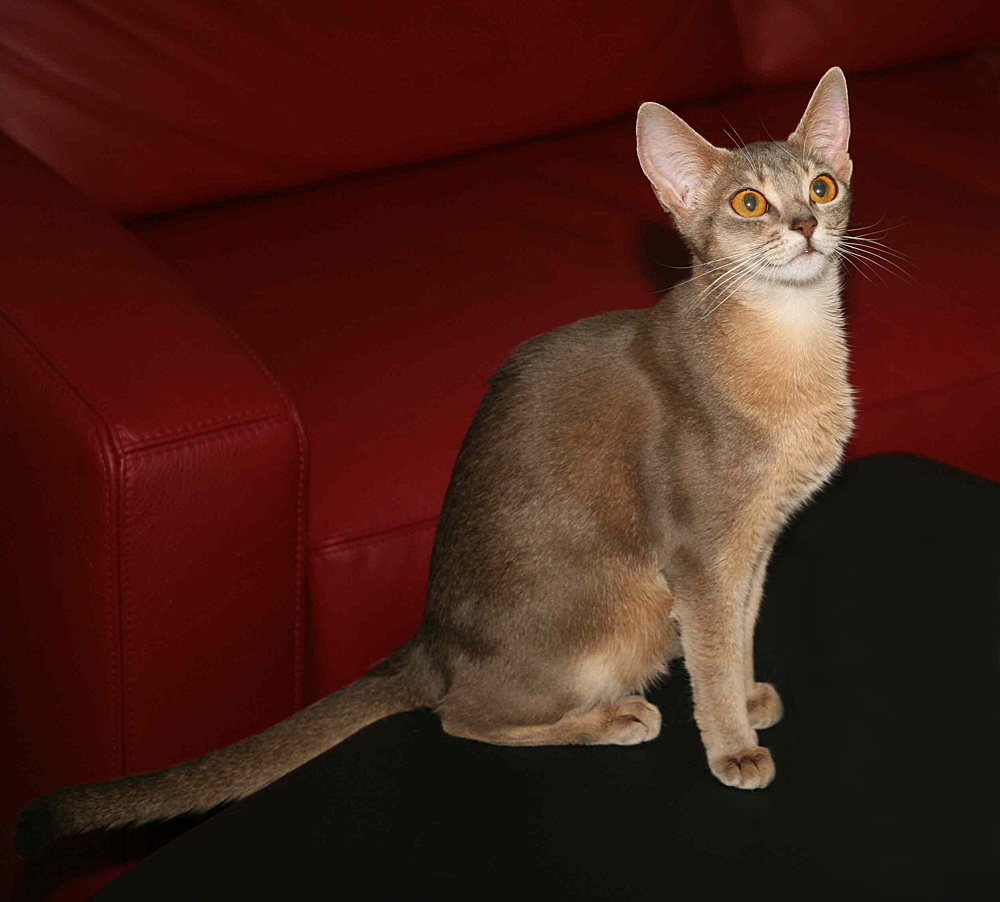
Abyssin médioligne foreign

Le long et puissant forme une catégorie à part, il se caractérise par des chats longilignes avec une ossature forte, comme le maine coon.

## Tête

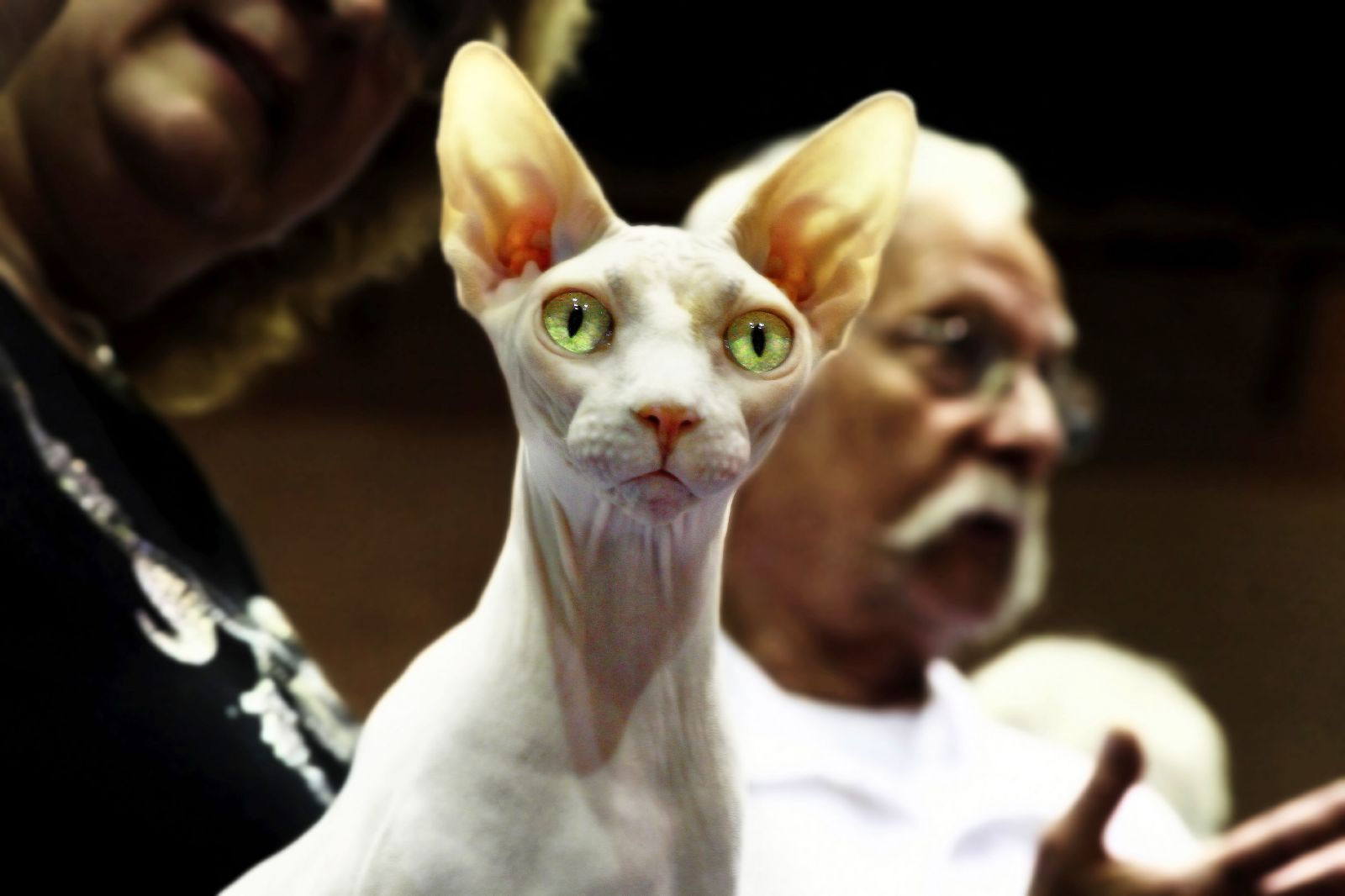
Le sphynx a une tête de forme triangulaire avec des yeux ronds et de grandes oreilles triangulaires.

On distingue plusieurs formes de visages, souvent reliés à la forme du corps : le type bréviligne ayant une tête ronde, le médioligne une tête en forme de coin et le longiligne une tête allongée. Pour les têtes rondes, des formes extrêmes ont été développées, notamment chez le persan avec le peke-face, ou alors avec le visage « contemporain » du burmese américain, ces deux formes ayant entraînés des problèmes de santé chez ces deux races,.
Les chats peuvent avoir trois couleurs et trois formes d'yeux différentes. On distingue comme couleur :
- Le bleu qui est possible sur les chats blancs ou colourpoint. L'exception à la règle est l'ojos azules qui est la seule race de chat aux yeux bleus pour toutes les couleurs de robes. Les yeux bleus absorbant plus de lumière, le Dr Bruce Fogle considèrent que les chats aux yeux bleus sont plus fréquents dans les pays manquant de lumière[6].
- Le jaune est la couleur la plus sauvage. La fixation de la couleur est longue, passant du bleu au vert puis au cuivre.
- Le vert est une couleur commune en élevage, où de nombreuses races définissent un vert bien particulier[6].

La forme des yeux varie de ronde (par exemple pour le chartreux) à bridée (par exemple l'oriental shorthair). Les chats sauvages ont les yeux ovales légèrement bridés et de nombreux éleveurs comme ceux du maine coon considèrent que les races « naturelles » doivent avoir ces yeux « sauvages ». Des élevages trop portés sur les extrêmes se heurtent également à des problèmes de santé : les yeux trop ronds ont les yeux qui pleurent et sont prédisposés aux infections oculaires, les yeux trop bridés évacuent mal le mucus et risquent également l'infection.

## La robe
Les chats se distinguent par une grande variété de pelages tant en termes de couleurs, de motifs que de longueurs de poils. La robe d'un chat est composée d'une ou plusieurs couleurs qui forment diverses combinaisons, les motifs, appelés patrons. L'alliance des différentes couleurs et des patrons donnent toutes les variations de fourrure possibles pour un chat.
De nombreuses races de chats n'admettent qu'une couleur ou qu'un patron possible.

## Influence de la morphologie

### Sur l'origine géographique
Les chats à poil long sont originaires du Moyen-Orient. On considère que les chats brévilignes sont plutôt européens, venant de pays froids. Les chats longilignes, avec leur corps tout en longueur, seraient plutôt issus des pays chauds.

### Sur la popularité d'une race
En 2021, le classement des races de chats préférés des français met en première place le Main Coon depuis 10 ans avec plus de 62.000 inscriptions au LOOF. En deuxième place, on retrouve le Sacré de Birmanie avec plus de 6.000 inscriptions au LOOF. Et en troisième position, il est suivi de près par le Bengal avec près de 5.000inscriptions au LOOF 